# 스자키역
스자키역(일본어: 洲先駅, すざきえき)은 일본 효고현 니시노미야시에 있는 한신 전기철도의 역이다. 역 번호는 HS 52이다.
1943년의 개통으로부터 1984년에 연장되지 전까지는 오랫동안 무코가와 선의 종착역이었다. 또한, 북쪽의 히가시나루오 역은 역간 거리가 400m 밖에 떨어져 있지 않아 한신 전철 전 구간에서는 최단 거리이다.

## 역사
개통 당초에는 현재 위치보다 남쪽 0.6 km의 부분에 위치하고 가와니시 항공기 공장에 인접한다. 이는 거의 현재의 무코가와단치마에 역의 위치에 상당한다. 1948년 운행 재개 시에 현재 위치로 이전되고 1984년에 승강장을 선로를 끼고 반대쪽으로 이전했다(이전 전에는 강 쪽).
쇼와 50년대 중반까지는 삼선 궤조을 볼 수 있었다. 스자키 역 남쪽에 있던 무코가와 차량 공업 공장(현, 무코가와단치마에 역 주변)과 선로는 연결되어 있으며, 주변에 잡초가 우거진 황무지였다.
- 1943년 11월 21일: 무코가와 선 개통과 동시에 종착역으로 영업 개시.
- 1946년 1월 5일: 여객 영업 정지.
- 1948년 10월 10일: 여객 영업 재개.
- 1966년 1월 20일: 본 역을 무코가와 기점 1.7 km로부터 무코가와 기점 1.1 km로 변경.
- 1984년 4월 3일: 당역 ~ 무코가와단치마에 역 구간의 개통으로 중간역이 됨.
- 1995년
  - 1월 17일: 한신・아와지 대지진의 영향으로 무코가와 선이 불통됨.
  - 1월 26일: 무코가와 선 운행 재개.
- 2014년 4월 1일: 역 번호 도입.

## 역 구조
무코가와단치마에 역을 향해서 오른쪽(서쪽)에 단선 승강장 1면 1선의 지상역으로 무인역이다. 출입구는 승강장 양단에 각각 있다.
무코가와단치마에 역까지 연장되기 전에는 승강장은 선로의 동쪽에 있었고, 역 자체도 현재보다 다소 남쪽에 입지하고 있었다.
IC카드(PiTaPa・ICOCA)전용 자동 개찰기와 충전기 이외의 자동 매표기나 자동 개찰기, 자동 정산기 등은 없다. 하차할 때 보통 승차권 및 정산권 등의 회수가 필요한 승차권류는 역 출구에 설치되어 집찰 상자에 투입한다. 또한, IC카드 전용 개찰기는 승강장 양쪽에 각각 입장용과 출전용이 각 1대씩 설치되어 있다. 이전에는 승차역 증명증기가 설치되어 자기 승차권 사이즈의 승차역 증명서가 발행되었다.

### 승강장
| 승강장 | 노선          | 방향       | 행선                               |
| ------ | ------------- | ---------- | ---------------------------------- |
| 서측   | ■ 무코가와 선 | 상행・하행 | 무코가와 방면・무코가와단치마에 행 |

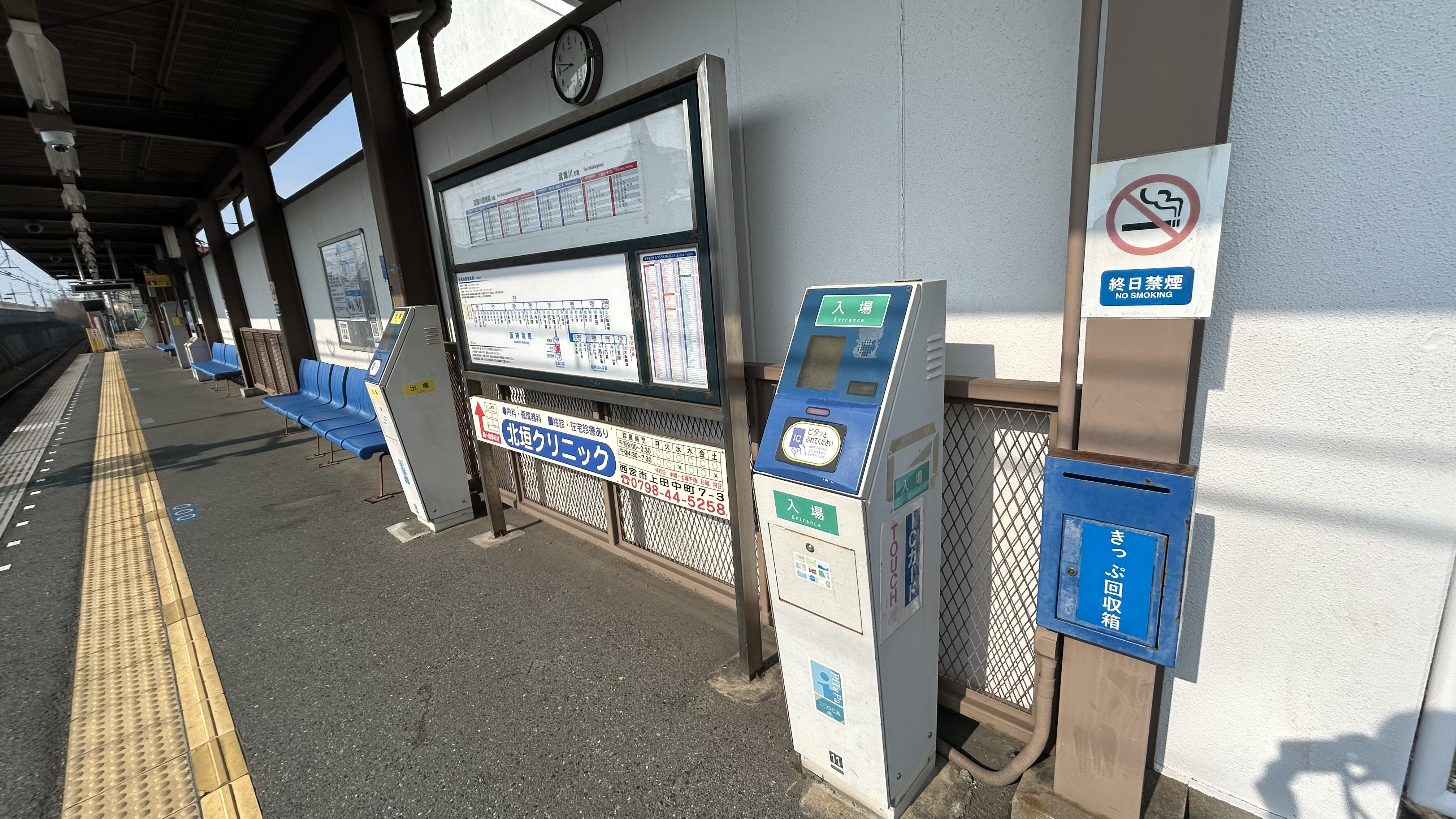
북쪽 개찰기
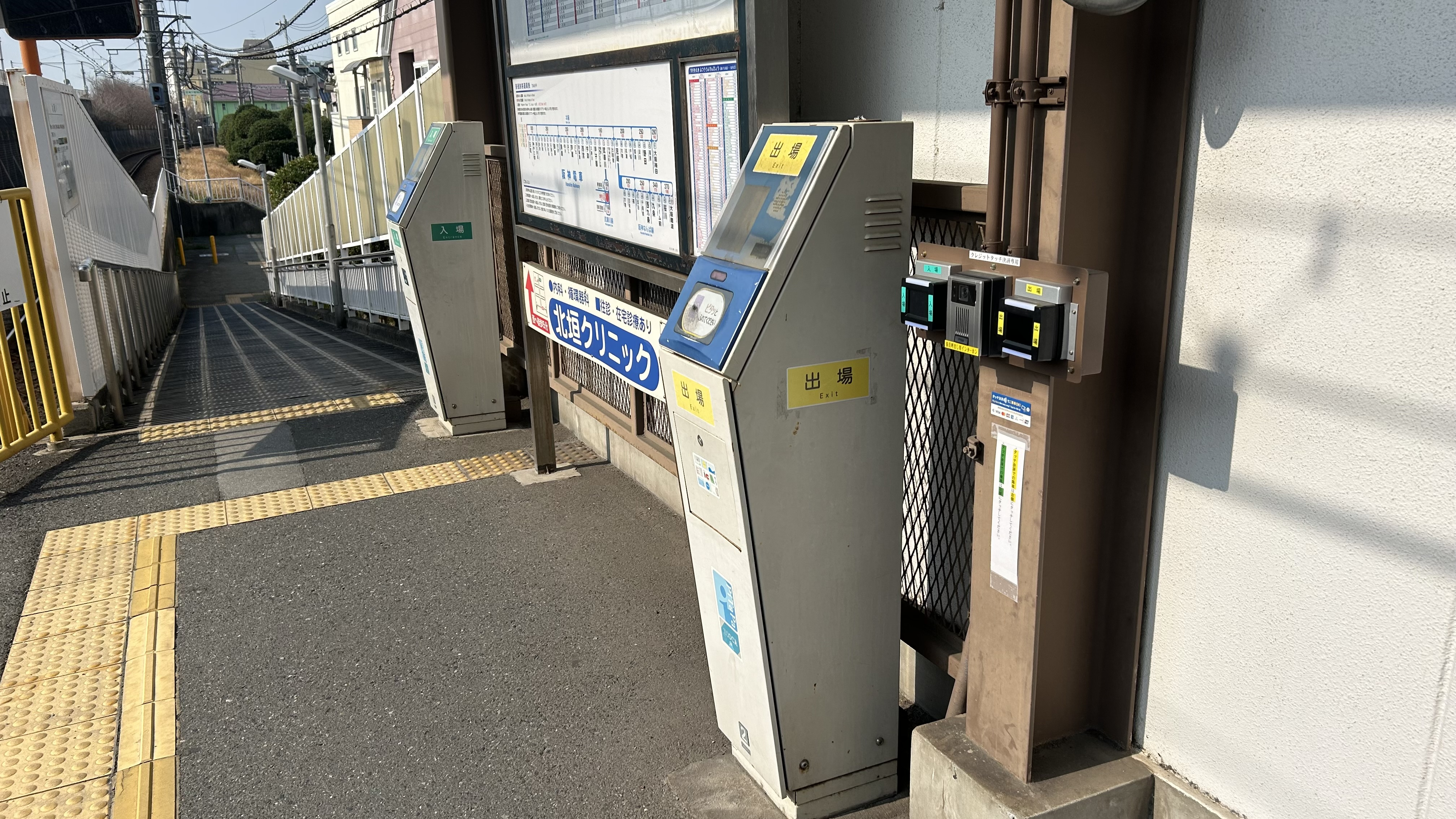
남쪽 개찰기
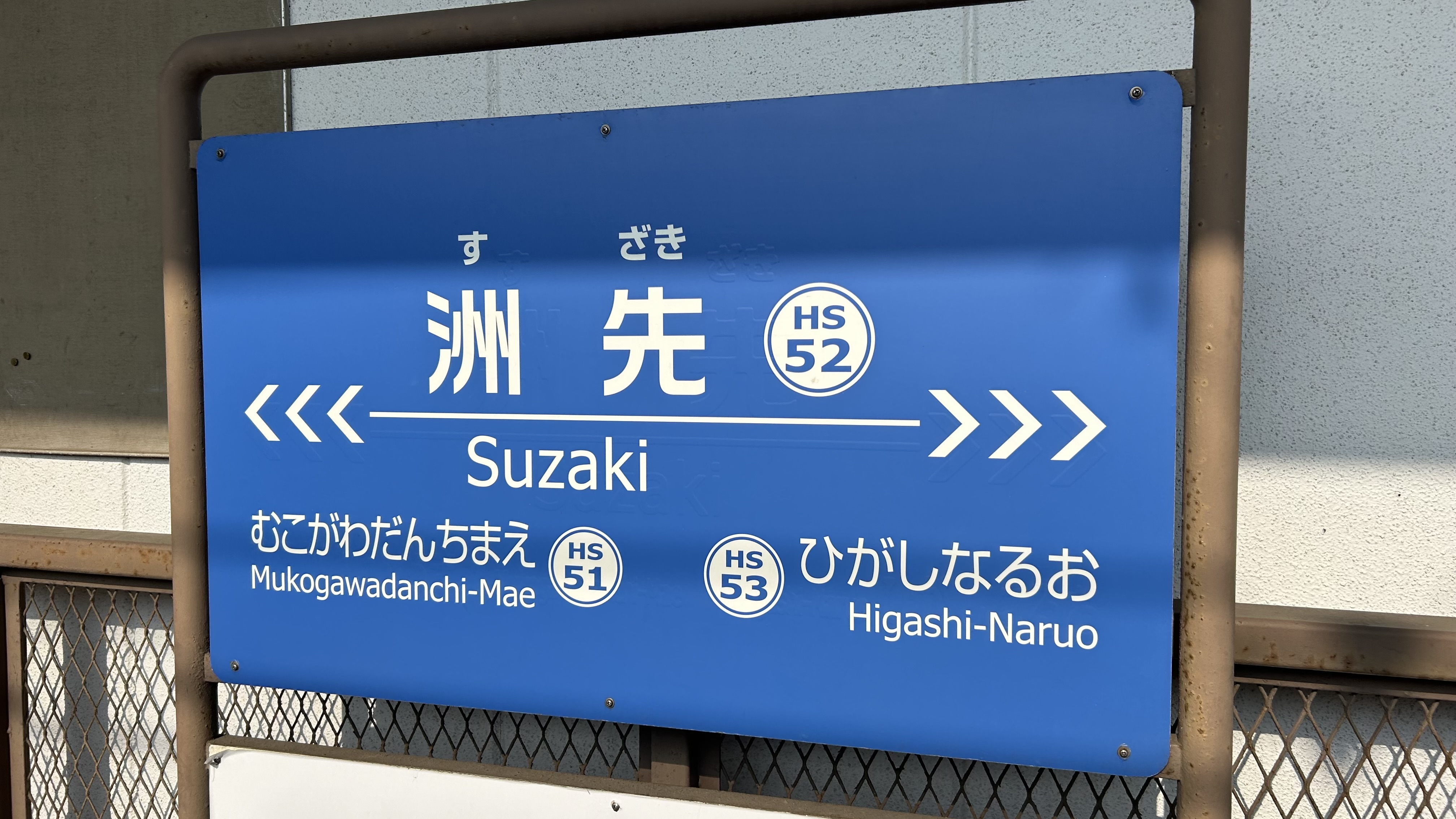
역명표

## 역 주변
역 동쪽에 무코 강이 흐르고 있다. 또한, 역 바로 서쪽에 주택지가 입지하여 역전 상점 등은 거의 없다.

## 사진

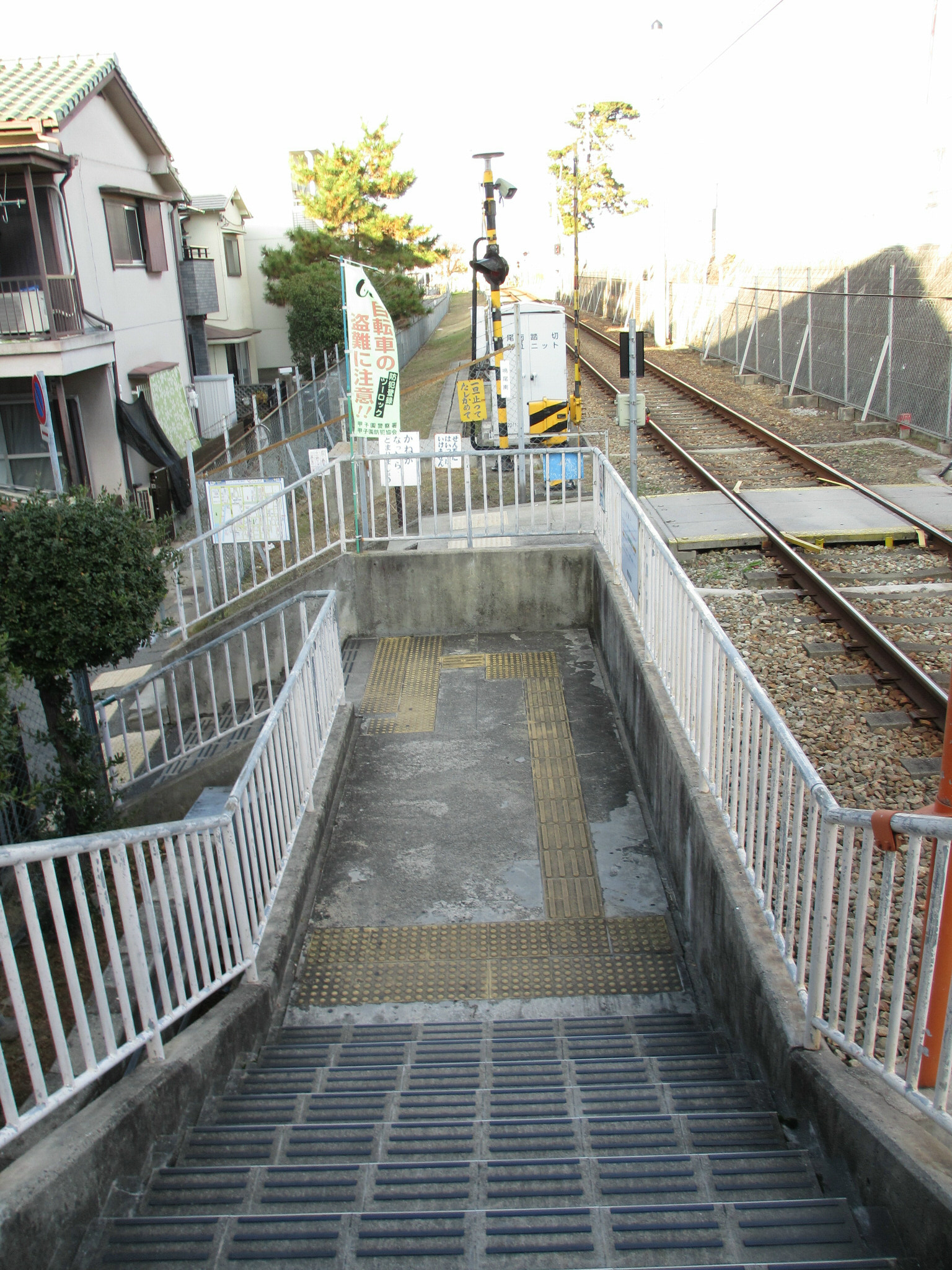
외부로 통하는 계단
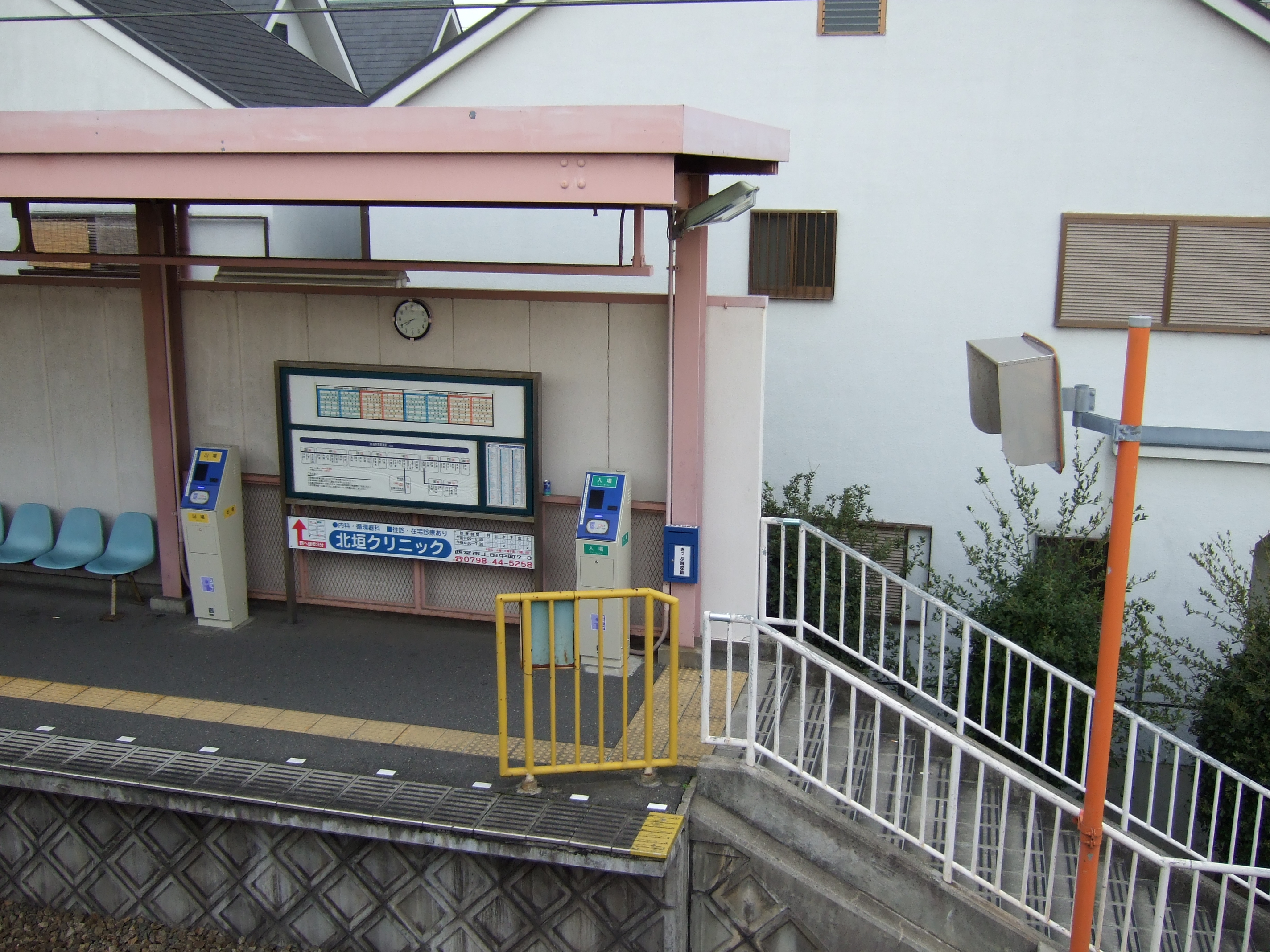
역의 북쪽 방향, 무코가와 제방상의 도로이다.

## 인접역
| 한신 전기철도 ■ 무코가와 선      | 한신 전기철도 ■ 무코가와 선 | 한신 전기철도 ■ 무코가와 선                  |
| -------------------------------- | --------------------------- | -------------------------------------------- |
| HS 53 히가시나루오 무코가와 방면 |                             | 무코가와단치마에 HS 51 무코가와단치마에 방면 |